# Shane Williams
Shane Mark Williams (26. feb 1977) er en walisisk rugbyspiller, der spiller for det walisiske rugbylandshold. 
Han spiller nr. 11 venstre wing. Han fik sin debut ved at sidde på bænken imod Frankrig i 1999-2000. Men i hans næste kamp imod Italien i The Six Nations scorede han en try (en slags touchdown). Til hverdag spiller han i den walisiske storklub Ospreys.